# Les Nonnes Troppo
Les Nonnes Troppo est un groupe de chanson et musique humoristique français. Il est lié au groupe Les VRP.

## Biographie
Le groupe est formé en 1986, et composé de Néry, Cyril et Laurent. En 1989, les nonnes deviennent, avec deux musiciens supplémentaires et un en moins, Les VRP. Après 1993, les Nonnes font leur retour avec deux albums : Le Couvent, sorti en 1995, et Conférence publique sur le thème des saisons (1996), un album live enregistré en public.
Pour L'Express, « Avec les Nonnes Troppo, Néry a pris le voile pour soulager le monde de ses petites misères à coups de chansons rock 'n' roll loufoques. Puis, il a tenu le manche à balai pour les VRP, une bande de musicos « indés » [...]. Jean-Yves Cottin, dans son ouvrage Avec les sans-logis paru en 2003, explique que « quand les Nonnes Troppo entament leurs premières notes, c'est l'instant magique ! même les policiers sont sous le charme et corrigent spontanément leur attitude ». Pour Caroline de Kergariou, dans son ouvrage No Future. Histoire du punk, sorti en 2017, « Les Nonnes Troppo appartiennent clairement à cette dernière école, et c'est dans cet esprit de dérision qu'a été écrite La Haine des moutons, le seul morceau punk acoustique occidental ! ». Pour Le Nouvel observateur le répertoire des Nonnes Troppo se classe ainsi, en « des airs de samba, de reggae et quelques couplets bien de chez nous. Bizarre. Mais surtout très drôle ».

## Membres
- Néry « Néry » Catineau — chant, contrebassine (bâton fixé à une bassine renversée, munie d'une seule corde)
- Cyril Delmote — chant, guitare
- Laurent Vivien — chant, percussions, piano d'enfant

## Discographie
- 1988 : La Mission musicale (enregistré en public, double vinyle, puis repris en CD et cassette audio en 1993. Le spectacle a également fait l'objet d'une vidéo publiée au format VHS)
- 1995 : Le Couvent (enregistré en immersion totale à La Maison Noire dans les Côtes d'Armor (22) sorti en CD. Album réalisé par Jean-Pierre Spirli et supervisé par Marcel Kanche. Illustrations Iffic (Yves le Bloas)
- 1996 : Conférence publique sur le thème des saisons